# Hipótese do grande impacto

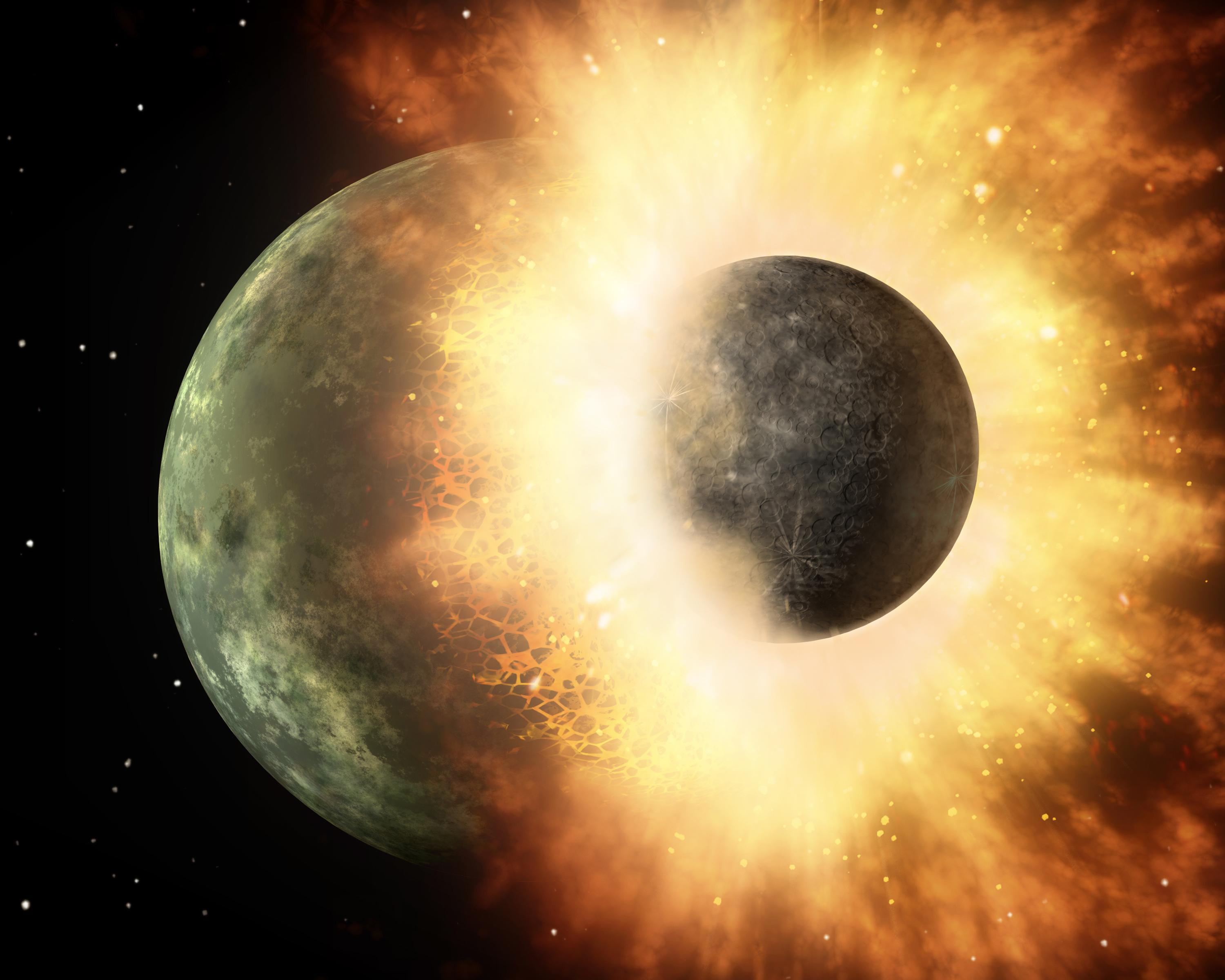
A ilustração da hipótese do impacto gigante, acredita-se ter formado pela Lua.

A Hipótese do grande impacto (em inglês Giant impact hypothesis ou Big Splash) é uma hipótese astronómica que postula a formação da Lua através do impacto de um planeta com aproximadamente o tamanho de Marte, conhecido como Theia, com a Terra. A teoria foi proposta pela primeira vez em 1975 por investigadores do Instituto de Ciências Planetárias de Tucson e do Instituto Harvard-Smithsonian de Astrofísica. Desde então diversos trabalhos de modelagem numérica têm vindo a detalhar esta ideia, que é actualmente considerada consensual na comunidade científica.

## Lua
A Lua é o único satélite natural da Terra e tem várias características em comum e contrárias ao nosso planeta, postas em evidência depois da investigação das amostras recolhidas pelas missões Apollo. Por um lado, a composição dos isótopos estáveis das rochas lunares de oxigénio é idêntica à assinatura característica da Terra e bastante diferentes de outros objetos siderais. Isto sugere que a Lua, ou o seu precursor, tenha tido origem na mesma distância do Sol que a Terra, à data da formação do sistema solar.
Esta descoberta pôs de parte teorias mais antigas que sugeriam a Lua como um objeto capturado pela órbita da Terra, visto que se fosse esse o caso, a Lua teria composições isotópicas distintas. A Terra é formada por um núcleo interior de ferro e níquel, um manto composto por rochas silicatadas e a crosta terrestre constituída essencialmente por granito e basalto. O núcleo ferroso representa cerca de trinta por cento da massa da Terra. Pelo contrário, a Lua é composta essencialmente por rochas silicatas equivalentes à do manto da Terra e tem um núcleo ferroso mínimo, que compõe cerca de 8 por cento da sua massa. Esta disparidade impede que a Lua tenha sido formada por acreção tal como a Terra, pois se tal tivesse sucedido, a proporção de ferro seria semelhante nos dois astros.
Qualquer tentativa de explicação para a formação da Lua tem que ter em conta estas duas características: a composição isotópica e a proporção do núcleo de Ferro. A hipótese do Big Splash consegue harmonizar estas duas perspectivas, mas levanta outra série de problemas: o que é que colidiu com a Terra para formar a Lua, e de onde surgiu este corpo?

## Theia
De acordo com a composição isotópica da Lua, o objecto que colidiu com a Terra, denominado Theia (Halliday 2000; Hartmann and Davies 1975, Cameron and Ward 1976 and Cameron 1984) deve ter tido origem dentro da órbita terrestre. Inicialmente pensava-se que a força gravítica da Terra agregou todo o material ao seu alcance para formar o planeta. No entanto, conforme sugerido em 1772 pelo matemático Lagrange, existem cinco pontos na órbita da Terra nos quais os efeitos da gravidade do planeta se anulam em relação ao Sol. Dois dos pontos de Lagrange – L4 e L5 – são considerados estáveis uma vez que qualquer material que lá se encontre só pode ser libertado por colisão ou qualquer outro evento catastrófico. L4 e L5, situados a 150 milhões de quilómetros da Terra, são, portanto, zonas com potencial para permitir acrecção planetária em competição com a Terra. Foi em L4 que se pensa que Theia se terá começado a formar há 4,5 bilhões de anos atrás, no Hadeano.
Com o decurso da acrecção, Theia aumentou progressivamente de tamanho, atingindo uma dimensão comparável à de Marte. Este crescimento tornou instável a sua posição em L4, a partir de 20 a 30 milhões de anos do seu aparecimento. Nesta altura, a força gravitacional impulsionava Theia para fora do ponto lagrangiano, ao mesmo tempo que a força de Coriolis puxava o planeta de volta para a origem (o tratamento mais preciso do problema é feito no contexto do problema dos três corpos da mecânica celeste). Esta combinação de forças levou ao desenvolvimento de uma órbita cíclica em ferradura: Theia adquiria velocidade e escapava de L4 até um determinado ponto, sendo depois puxada de volta. Num novo ciclo, o planeta adquiria velocidade e alcançava um ponto mais distante até a força de Coriolis ganhar o balanço de novo. Esta órbita em ferradura, ilustrada na figura do meio, continuou até Theia adquirir massa suficiente para escapar de vez a L4.

## Big Splash – a formação da Lua
Enquanto Theia se encontrava presa nesta órbita cíclica, a Terra teve tempo para se diferenciar na estrutura de núcleo e manto que actualmente exibe. A crosta era apenas incipiente, visto que a superfície estava ainda quente demais para permitir a formação de massas continentais. Theia também deve ter desenvolvido alguma estratificação durante a sua estadia em L4.
Quando Theia cresceu o suficiente para escapar do ponto lagrangiano entrou numa órbita instável e a colisão com a Terra tornou-se inevitável, visto que ambos os planetas ocupavam a mesma órbita. Os investigadores acreditam que o impacto – o Big Splash – possa ter acontecido escassas centenas de anos após o escape definitivo. A colisão não foi frontal, mas sim de lado, e ocorreu a uma velocidade de 40 mil quilómetros por hora. Parte substancial do núcleo de Theia afundou-se na Terra e o seu material incorporou o núcleo terrestre. O resto do planeta e parte da zona superficial da Terra foram projetados para o espaço. O que sobrava do núcleo estabilizou a cerca de 22.000 km da Terra apenas 27 horas depois do impacto, segundo a modelação utilizada pelos cientistas, num precursor do que seria a Lua.
Depois do Big Splash, o material resultante do impacto foi acreccionado às sobras do núcleo de Theia e pouco a pouco a Lua como satélite adquiriu consistência. As forças de maré fizeram (e continuam fazendo) a Lua se afastar da Terra, sendo a distância média atual de 385.000 km. Calcula-se que cerca de 90 por cento do seu material seja originário dos destroços do planeta Theia. O Big Splash explica as duas características da Lua que mais têm intrigado os cientistas: a Lua tem a mesma composição isotópica das rochas da Terra porque o seu precursor (Theia) se desenvolveu na mesma distância relativa do Sol; tem uma proporção de núcleo ferroso bastante inferior porque a parte principal do núcleo de Theia afundou na Terra na altura da colisão.
Esta teoria encontra hoje em dia bastante aceitação dentro da comunidade científica embora persistam no entanto algumas dúvidas e pontos por esclarecer. Um dos principais problemas é a posição e existência dos pontos lagrangianos na época do Big Splash, que pode ser afetada pelas condições do sistema solar há 4,5 bilhões de anos, que não são conhecidas na sua totalidade.